# Turismo in Madagascar
Nonostante un elevato potenziale, il turismo in Madagascar è ancora sottosviluppato. Le attrazioni turistiche del Madagascar includono le sue spiagge e la biodiversità, con i parchi naturali, la fauna, e le foreste dell'isola. Tuttavia, vengono visitati maggiormente i siti storici, le comunità di artigiani e le città.

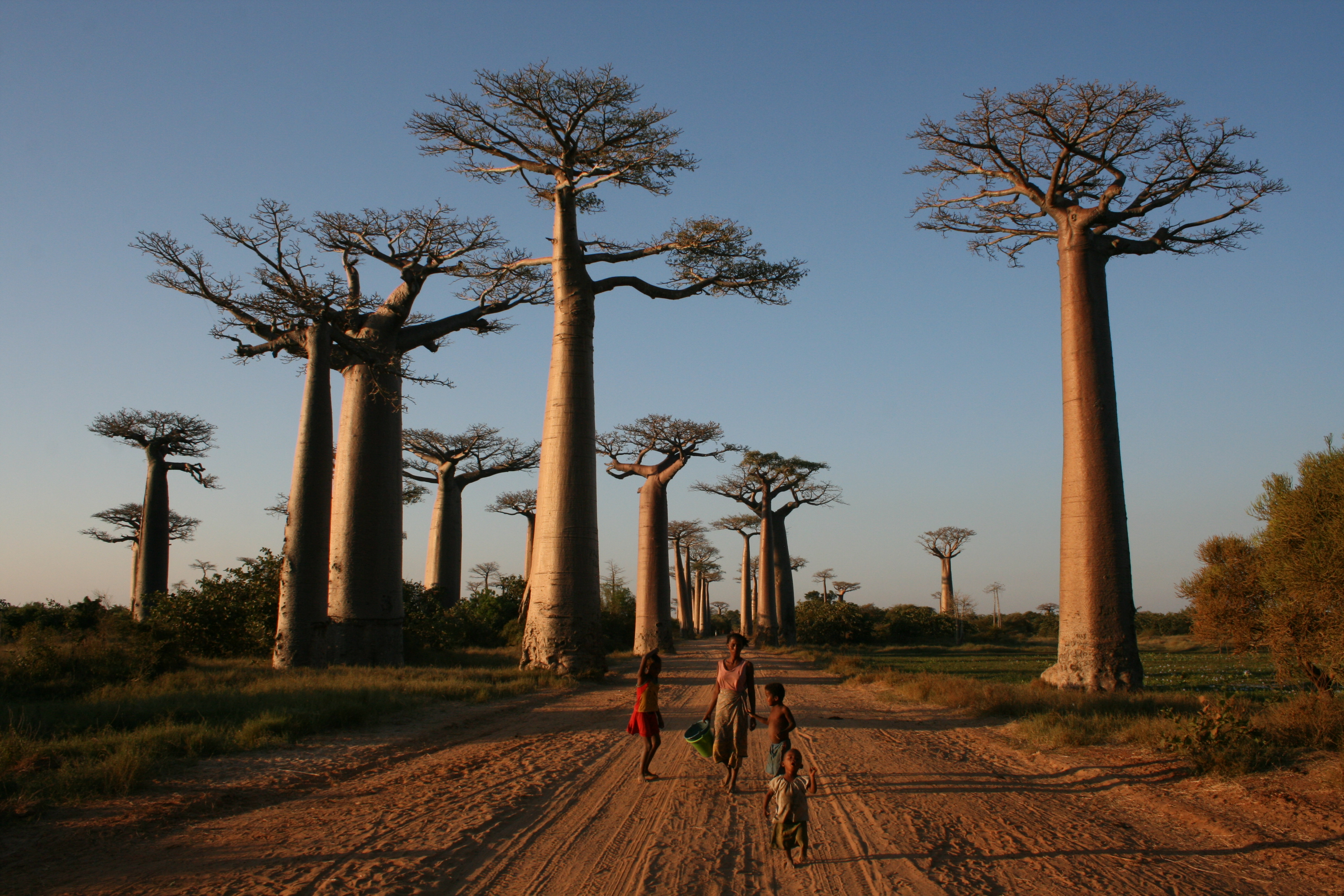
L'Avenue dei Baobab è uno dei posti più visitati del Madagascar.

## Principali attrattive
Il Madagascar è stato isolato dalla massa terrestre africana per circa 165 milioni di anni e la sua flora e fauna si sono evolute in modo isolato da quel momento in poi.

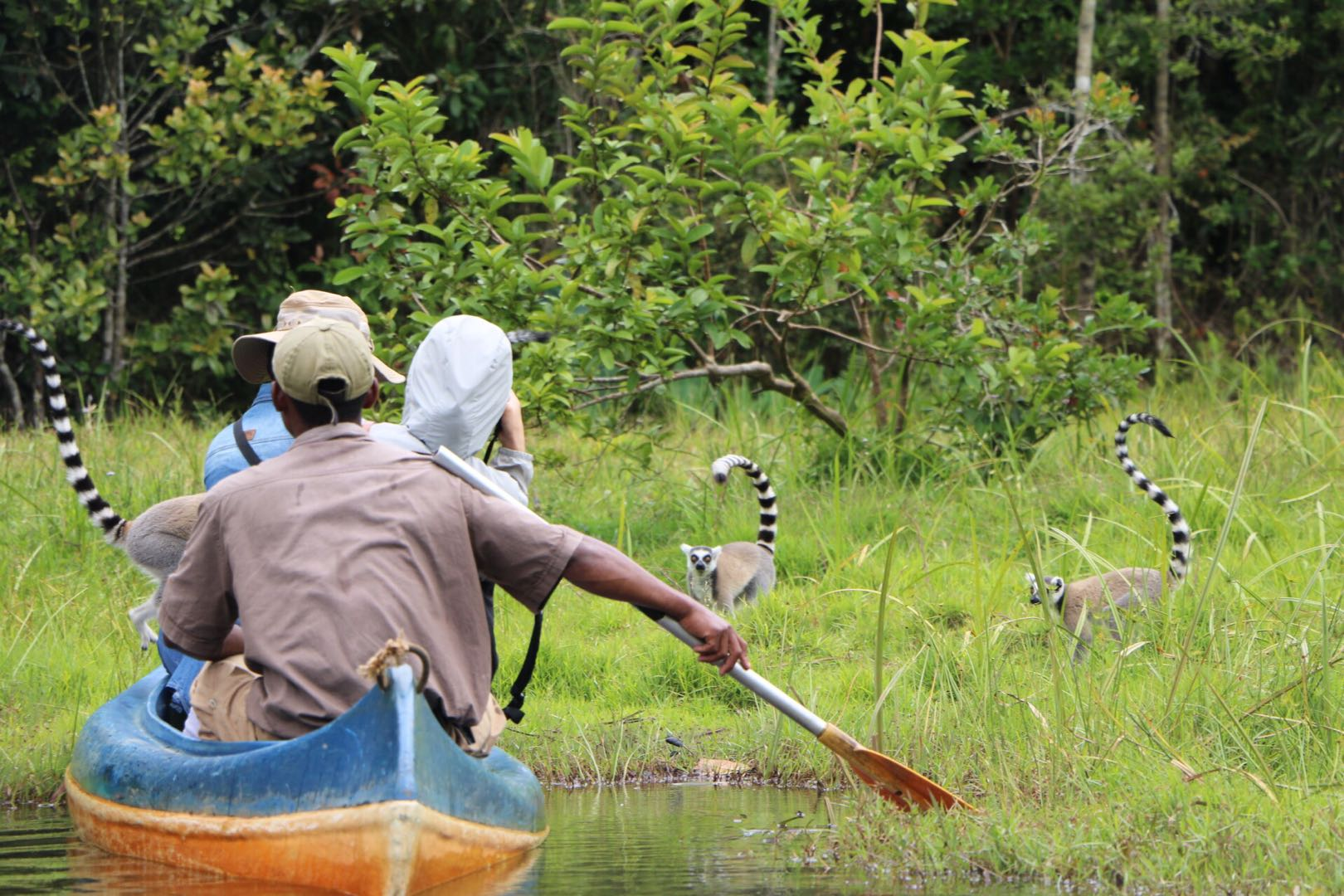
Lemuri

L'isola è una delle aree biologicamente più diverse al mondo ed è rinomata a livello internazionale come destinazione per il turismo faunistico e l'ecoturismo, concentrandosi sui lemuri, uccelli e orchidee. Più della metà degli uccelli nidificanti sull'isola sono endemici. Altre specie autoctone comprendono i lemuri dal ventre rosso, gli aye-aye e gli indri (le più grandi specie di lemuri).
Uno dei posti migliori per osservare l'indri è il Parco nazionale di Andasibe-Mantadia (anche conosciuto come riserva di Périnet), a quattro ore di distanza dalla capitale. La presenza degli indri ha contribuito a rendere l'area protetta una delle attrazioni turistiche più popolari del Madagascar.
Siti storici possono essere trovati in tutto il paese, ma principalmente nella capitale Antananarivo, come il Palazzo Reale o Rova o la collina sacra di Ambohimanga nelle vicinanze, entrambi siti patrimonio mondiale dell'Unesco. Un percorso popolare da Antananrivo a Tulear, nel sud, attraversa diverse città note per il loro artigianato: Ambatolampy (fonderia di alluminio), Antsirabé (pietre preziose, ricami, giocattoli), Ambositra (intarsi) e Fianarantsoa.
Altre mete turistiche del Madagascar famose sono Andoany, Nosy Be, Nosy Komba, Ambositra, Toamasina, Vatomandry, Antsirabe, Anakao, Morondava, Tolagnaro; per quanto riguarda l'ecoturismo in particolare i parchi principali sono il Parco nazionale di Andasibe-Mantadia, il Parco nazionale di Andohahela, il Parco nazionale di Andringitra, il Parco nazionale di Ankarafantsika, il Parco nazionale della Baia di Baly, il Parco nazionale dell'Isalo e molti altri; inoltre l'isola ha diverse aree protette e riserve speciali; un supporto al turismo è dato dall'aeroporto di Antananarivo-Ivato, che è lo scalo maggiore dell'isola e funge da hub per la compagnia di bandiera Air Madagascar.

## Siti del Patrimonio mondiale
I patrimoni dell'umanità del Madagascar sono i siti dichiarati dall'UNESCO come patrimonio dell'umanità in Madagascar, che è divenuto parte contraente della Convenzione sul patrimonio dell'umanità il 19 luglio 1983.
Al 2022 i siti iscritti nella Lista dei patrimoni dell'umanità sono tre, mentre sette sono le candidature per nuove iscrizioni. Il primo sito, la Riserva naturale integrale Tsingy di Bemaraha, è stato iscritto nella lista nel 1990, durante la quattordicesima sessione del comitato del patrimonio mondiale; nel 2023 è stato notevolmente esteso e rinominato Foreste secche dell'Andrefana. Undici anni dopo, nella venticinquesima sessione, la collina reale di Ambohimanga è divenuta il secondo sito malgascio riconosciuti dall'UNESCO. Il terzo patrimonio è costituito dalle foreste pluviali dell'Atsinanana, incluse nella lista nel 2007 dalla trentunesima sessione del comitato. Due siti sono considerati naturali, secondo i criteri di selezione, uno culturale. Un sito, le foreste pluviali dell'Atsinanana, è stato iscritto nella Lista dei patrimoni dell'umanità in pericolo dalla XXXIV sessione del Comitato per il patrimonio dell'umanità, il 30 luglio 2010, a causa del disboscamento illegale e della caccia di lemuri in via di estinzione nel sito.
| Foto | Sito                             | Luogo | Tipo                         | Anno      | Descrizione |
| ---- | -------------------------------- | --- | ---------------------------- | --------- | --- |
|      | Foreste secche dell'Andrefana    | Regione di Atsimo-Andrefana, Regione di Boeny, Regione di Diana, Regione di Melaky                                                                              | Naturale (494; vii, ix, x)   | 1990-2023 | Le Foreste secche dell'Andrefana sono un'estensione seriale del sito della Riserva naturale integrale Tsingy di Bemaraha e sono costituite da cinque aree protette (Riserva speciale dell'Ankarana, Parco nazionale di Ankarafantsika, Parco nazionale di Mikea, Parco nazionale di Tsimanampetsotsa e Riserva speciale di Analamerana). Le nuove parti componenti coprono quasi l’intera gamma di variazioni ecologiche ed evolutive all’interno delle foreste occidentali del Madagascar da nord a sud, comprese le foreste secche occidentali e i cespugli spinosi del sud-ovest. Questi ulteriori siti sono di estrema importanza per la conservazione in quanto coprono una spettacolare gamma di biodiversità endemica e minacciata, tra cui baobab, alberi di fiamma (Delonix), nonché lignaggi evolutivi unici come i Mesitornithiformes, un ordine di uccelli che risale a 54 milioni di anni fa. |
|      | Collina reale di Ambohimanga     | Ambohimanga Rova | Culturale (950; iii, iv, vi) | 2001      | La collina reale di Ambohimanga è costituita da una città reale e da un luogo di sepoltura e da un insieme di luoghi sacri. È associato a forti sentimenti di identità nazionale e ha mantenuto il suo carattere spirituale e sacro sia nella pratica rituale che nell'immaginario popolare negli ultimi 500 anni. Rimane un luogo di culto a cui vengono i pellegrini dal Madagascar e altrove. |
|      | Foreste pluviali dell'Atsinanana | Distretto di Ambalavao, Regione di Alaotra Mangoro, Regione di Analanjirofo, Regione di Anosy, Regione di Haute Matsiatra, Regione di Sava, Regione di Vatovavy | Naturale (1257; ix, x)       | 2007      | Le foreste pluviali dell'Atsinanana comprendono sei parchi nazionali distribuiti lungo la parte orientale dell'isola. Queste foreste relitte sono di fondamentale importanza per il mantenimento dei processi ecologici necessari per la sopravvivenza della biodiversità unica del Madagascar, che riflette la storia geologica dell'isola. Avendo completato la sua separazione da tutte le altre masse terrestri più di 60 milioni di anni fa, la vita vegetale e animale del Madagascar si è evoluta in isolamento. Le foreste pluviali sono inscritte per la loro importanza sia per i processi ecologici che biologici, nonché per la loro biodiversità e le specie minacciate che supportano (soprattutto primati e lemuri). |

## Flussi turistici

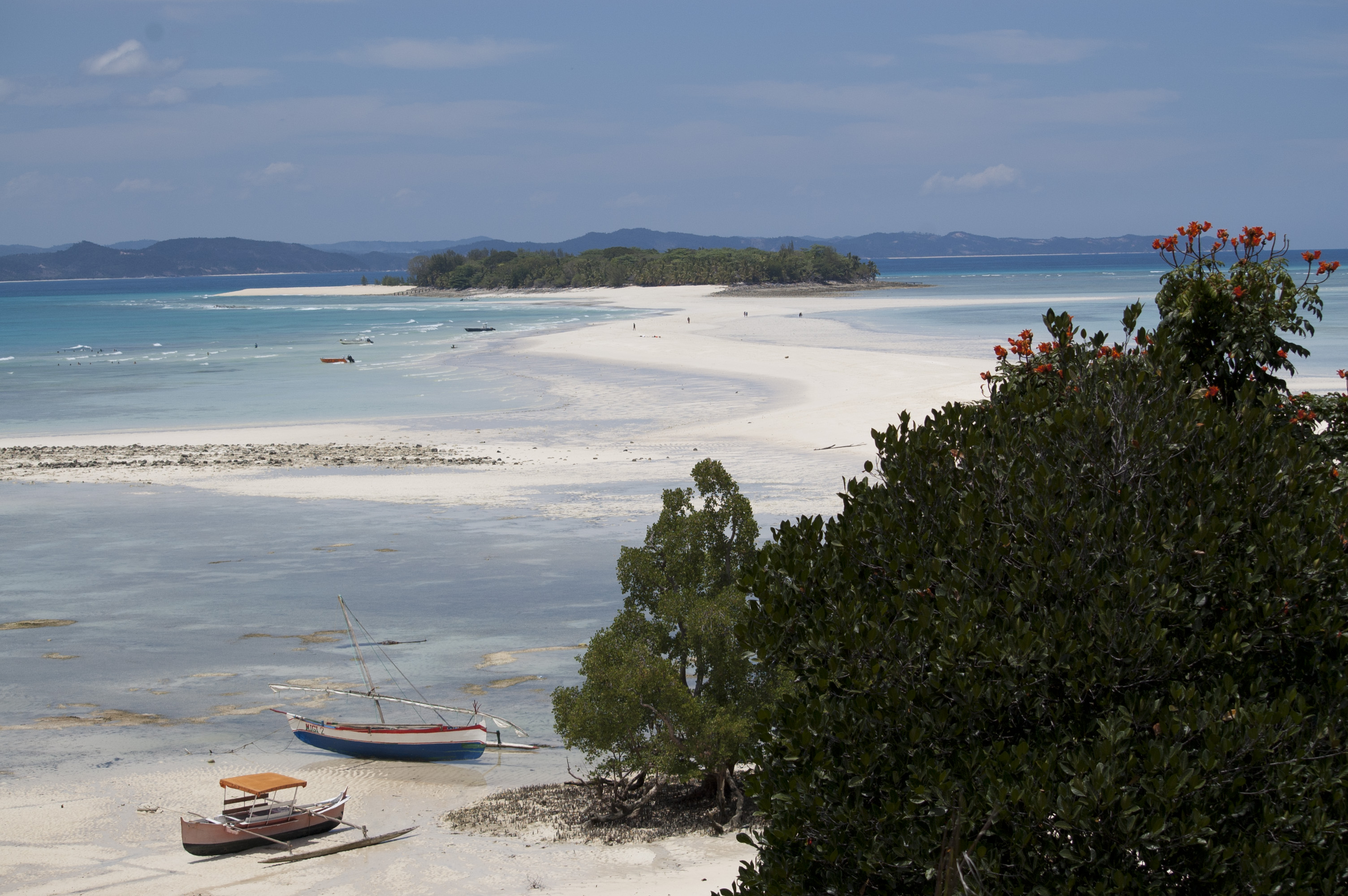
Nosy Iranja è una delle mete del turismo internazionale in Madagascar

Nel 2006 312.000 turisti hanno visitato il Madagascar e dal 1990, il numero di turisti nel paese è cresciuto ad un tasso medio dell'11% ogni anno. Il 60% dei turisti è francese, a causa dei legami culturali e storici tra i paesi e delle rotte di volo. Le persone che sono interessate alla botanica e alla fauna e che lavorano in questi campi, o alla storia naturale del paese costituiscono una buona parte dei suoi visitatori. I visitatori in Madagascar viaggiano spesso come parte di un tour e rimangono nel paese per un lungo periodo di tempo.
Nel 2007, il contributo del turismo al PIL del Madagascar (impatto diretto e indiretto) è stato stimato pari al 6,3% del PIL e l'industria turistica ha creato 206.000 posti di lavoro (5,1% di occupazione totale).

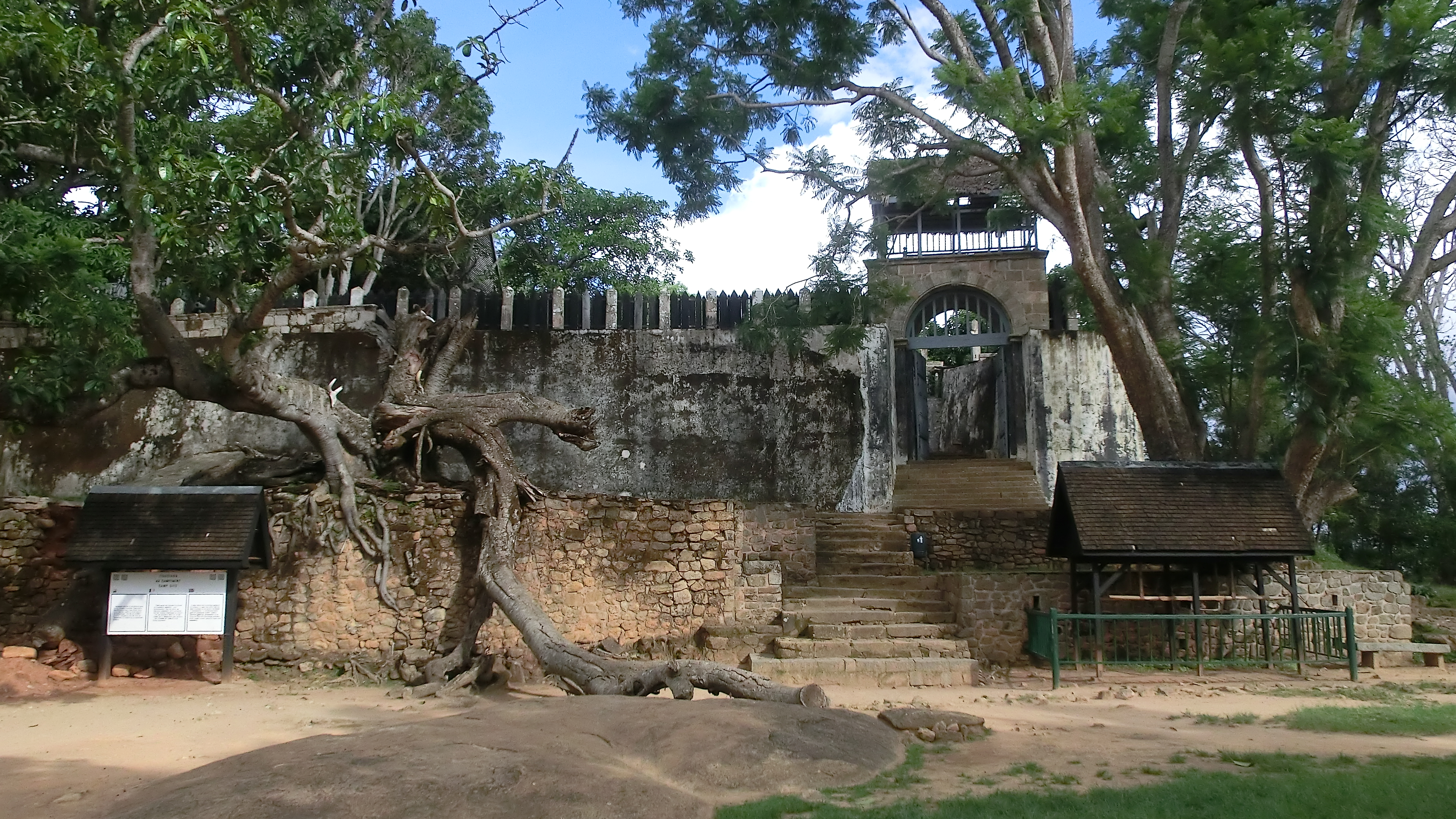
La Collina reale di Ambohimanga fa parte dei Patrimoni dell'Umanità dell'UNESCO dal 2001

L'industria turistica è stata gravemente danneggiata alla fine del 2001 a causa di una crisi politica e della recessione economica. Il numero di turisti nel 2002 è diminuito, ma l'industria del turismo si è successivamente ripresa e ha continuato a crescere costantemente. Il numero più alto di arrivi turistici in Madagascar è stato registrato nel 2008, con 375.000 arrivi. Ma nel 2009, una lunga crisi politica ha colpito l'industria turistica; nel 2012 gli arrivi erano diminuiti a 255.922, in aumento comunque del 14% rispetto ai numeri del 2011. Tuttavia, il settore è in costante crescita da alcuni anni; nel 2016 sono sbarcati nell'isola africana 293.000 turisti con un incremento del 20% rispetto al 2015; per il 2017 il paese ha l'obiettivo di raggiungere i 366.000 visitatori, mentre per il 2018 le stime governative prevedono di raggiungere i 500.000 turisti annui; nel 2019 l'isola ha registrato 486.000 presenze turistiche
Nel 2017 sono stati registrati i seguenti accessi, suddivisi in base alla nazione di provenienza:
| Paese                  | 2017   |
| ---------------------- | ------ |
| Francia (bandiera)     | 60,144 |
| Mauritius (bandiera)   | 3,732  |
| Cina (bandiera)        | 3,083  |
| Comore (bandiera)      | 2,757  |
| Regno Unito (bandiera) | 2,700  |
| Italia (bandiera)      | 2,691  |
| Stati Uniti (bandiera) | 2,621  |
| Sudafrica (bandiera)   | 2,576  |
| Germania (bandiera)    | 2,570  |
| Svizzera (bandiera)    | 1,786  |

## Sviluppo del turismo

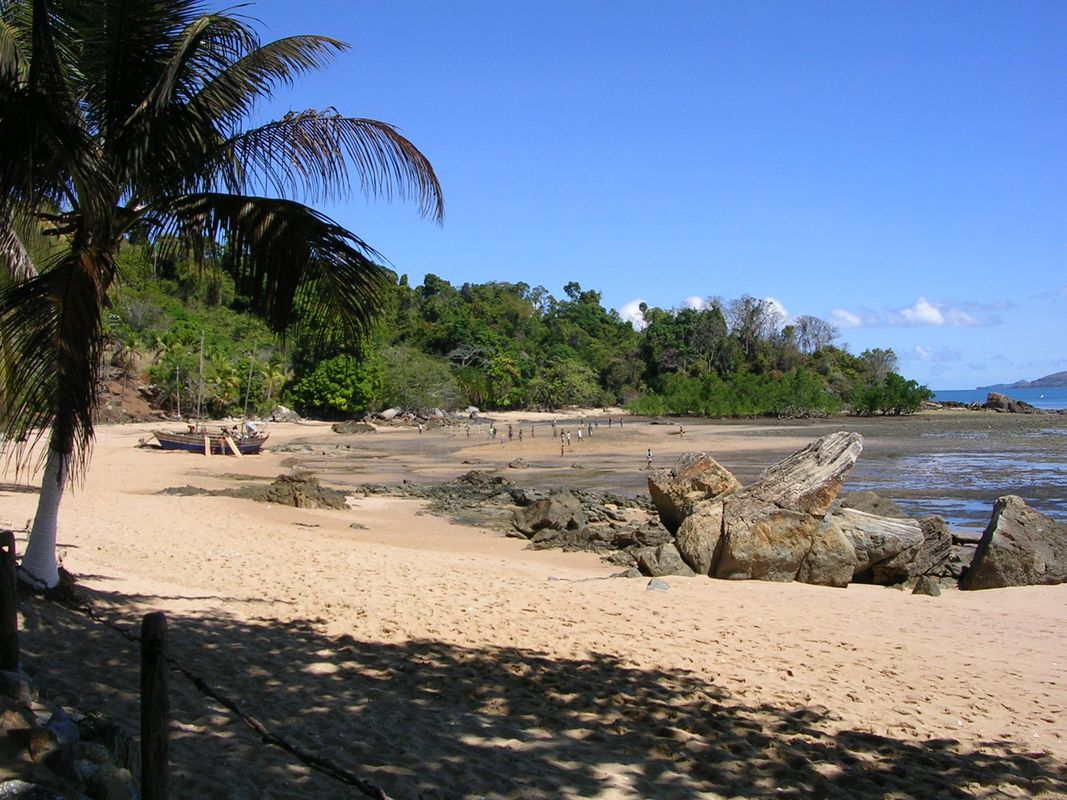
Spiaggia in Madagascar

C'è un crescente interesse nel paese come destinazione turistica.  Il paese ha paesaggi meravigliosi e le risorse culturali e naturalistiche per sostenere il turismo. Queste risorse offrono molte opportunità per lo sviluppo dell'ecoturismo e del turismo basato su resort. Nonostante la sua crescita, l'industria del turismo è molto piccola e minore di quelle delle vicine isole Seychelles e Mauritius ed è la più piccola tra le isole dell'oceano Indiano.
Il governo del Madagascar ha promosso il turismo come strategia di sviluppo economico. Con oltre il 70% del paese che vive in condizioni di povertà, il turismo è visto come un modo per ridurre la povertà e fornire crescita economica. Il turismo è attualmente il secondo più grande veicolo di valuta estera nel paese e il governo spera di aumentare questa quota.
L'industria del turismo malgascio ha però diversi problemi da risolvere; i viaggi e il turismo sono scarsamente diversificati, le infrastrutture sono scarse e inadeguate, le strade sono scarsamente pavimentate e il trasporto aereo è costoso e inaffidabile. Ci sono pochi hotel di alta qualità e meno conformi agli standard internazionali; il Madagascar ha circa 550 hotel, circa 110 dei quali sono stati classificati come conformi agli standard internazionali.
Air Madagascar e Air France si occupano dei viaggi aerei, il che rende costoso il prezzo dei voli. Lo stato del paese come destinazione a lungo raggio aumenta ulteriormente i prezzi.